# Parc national de l'Isthme de Courlande (Russie)
Le parc national de l'isthme de Courlande (en russe : Национальный парк « Куршская коса », Natsionalny park « Kourchskaïa kossa ») couvre la partie russe de l'isthme de Courlande. Il s'étend au sud de l'isthme sur 41 km de long sur les 98 km de l'isthme, qui est un énorme banc de sable. Le parc national russe, créé en 1987, couvre une superficie de 6 620 hectares, et est contigu à son homonyme lituanien. L'isthme sépare l'eau salée de la mer Baltique (à l'ouest) de l'eau douce de la lagune de Courlande à l'est. La partie sud de l'isthme se trouve dans l'oblast de Kaliningrad, en Russie ; la partie nord se trouve au sud-ouest de la Lituanie. C'est un site du patrimoine mondial de l'UNESCO partagé entre les deux pays.

## Topographie
Les origines de l'isthme remontent à près de 15 000 ans, lorsque le recul des glaciers a laissé la Mer Baltique isolée sur la gauche, avec derrière elle des dunes de sable, issues de la moraine glaciaire. Les actions de la mer et du vent ont façonné de grandes dunes de sable, d'une hauteur moyenne de 35 mètres. La région est un haut lieu de biodiversité en raison de la présence de différentes communautés écologiques proches les unes des autres: la plage, les dunes de la crête, les zones humides, et différents types de prairies et de forêts. L'isthme de Courlande est le deuxième plus long du monde, après les 110 km de long de la flèche d'Arabat en mer d'Azov. Le parc suit l'isthme à partir de la péninsule Sambie, au sud, à la frontière avec la Lituanie à environ 40 km au nord; sa largeur varie de 0,4 à 4 km. L'eau dans la lagune a une profondeur moyenne de 3,7 mètres, et le niveau de l'eau de la lagune est d'environ 12 cm au-dessus de celui de la Baltique.

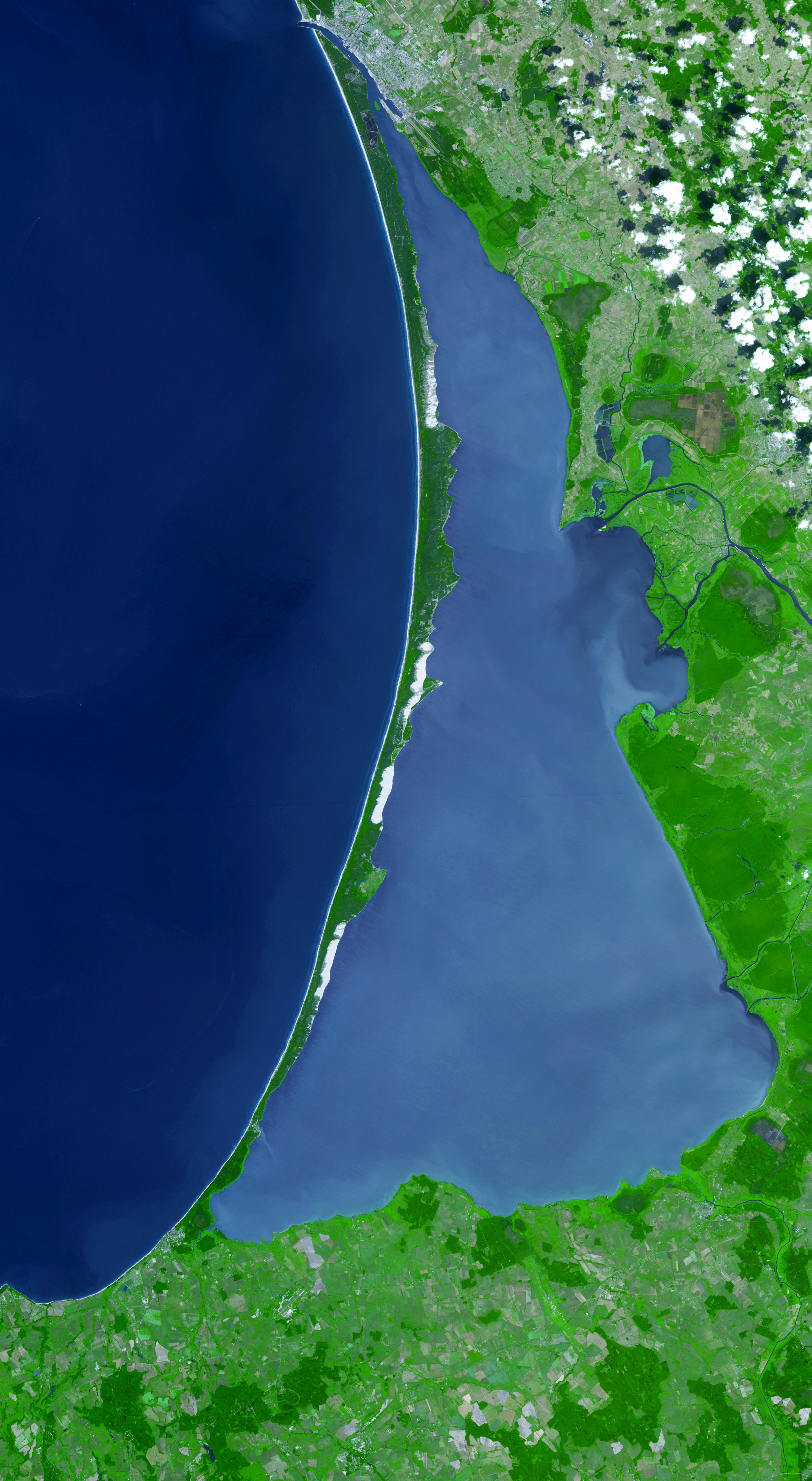
Isthme de Courlande (et Lagune de Courlande) vus de l'espace
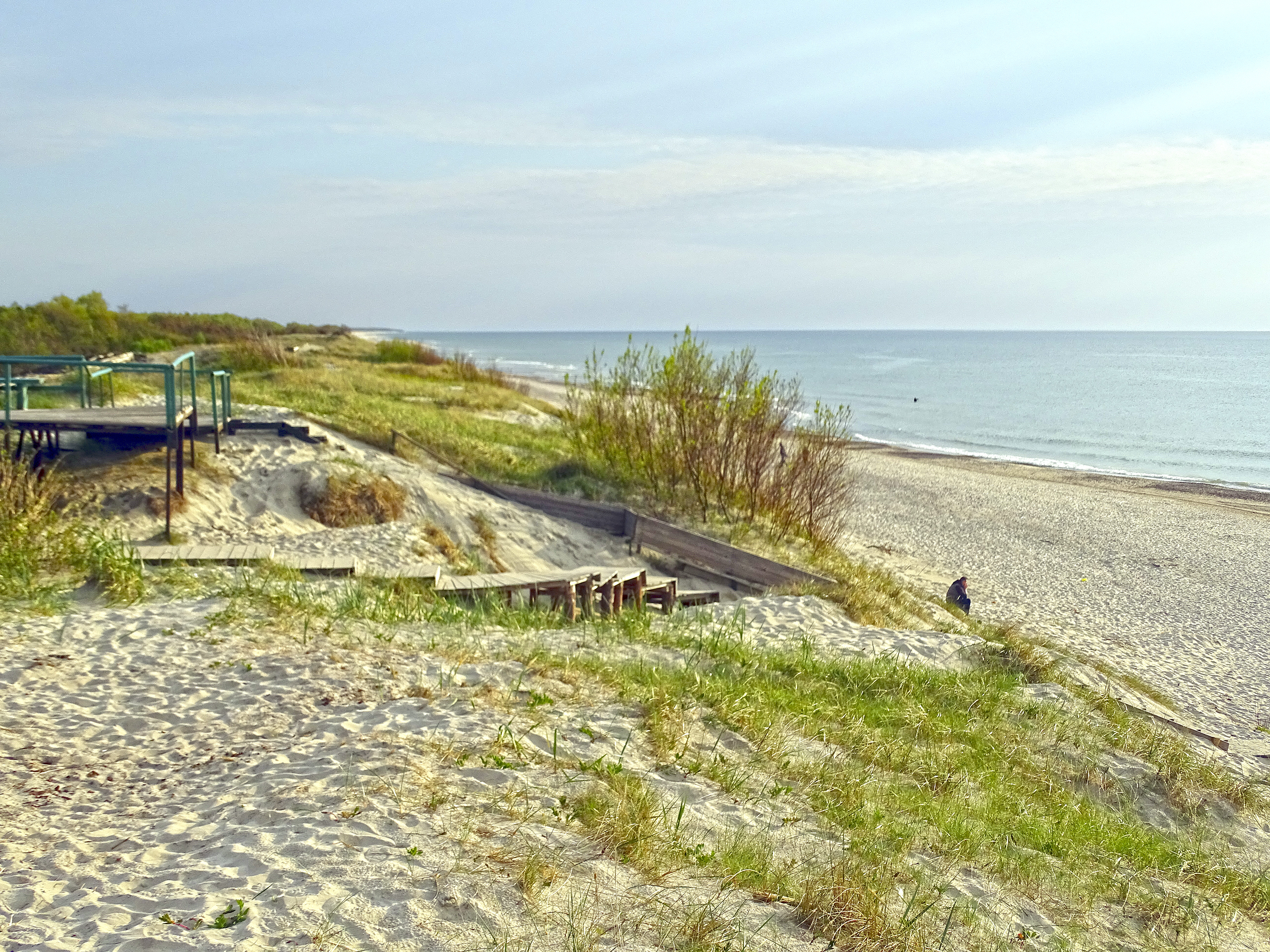
Plage de Kurshskaya
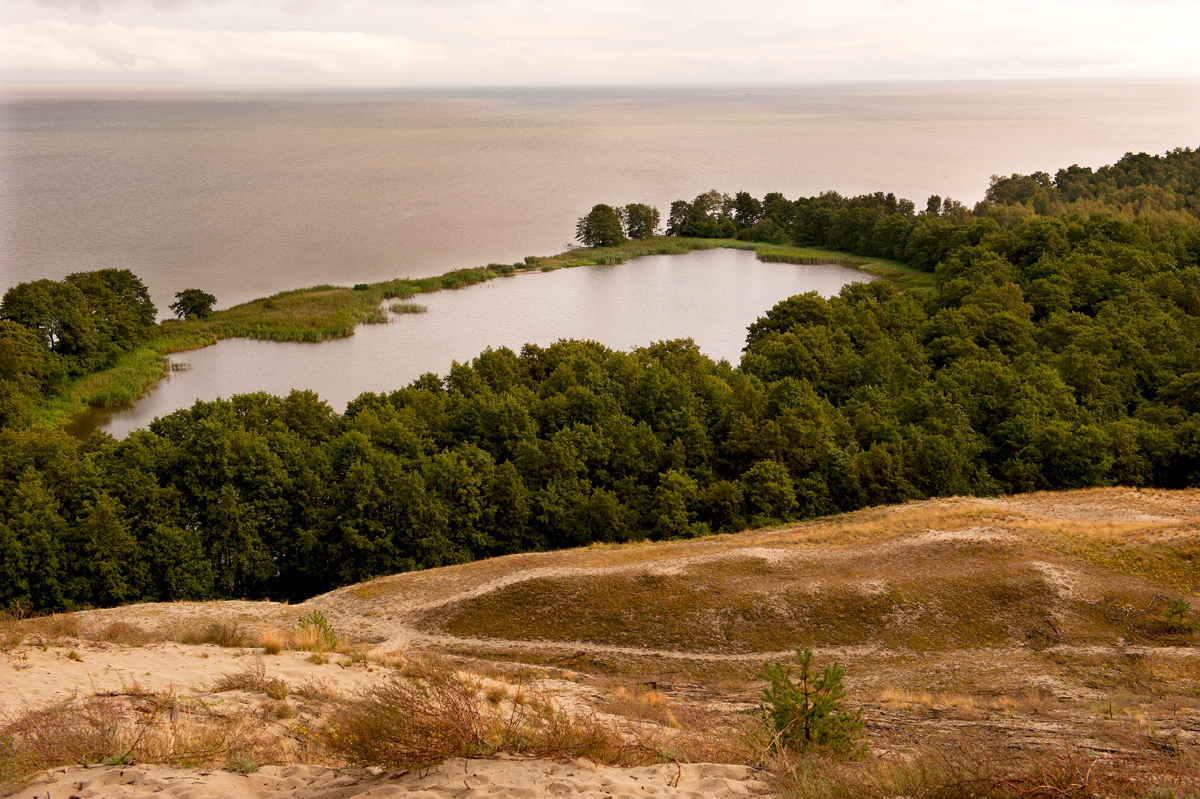
Le Lac des Cygnes
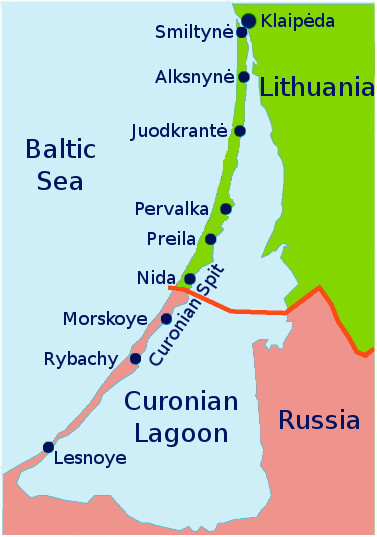
Carte de la Lagune de Courlande : la partie russe au sud, lituanienne au nord
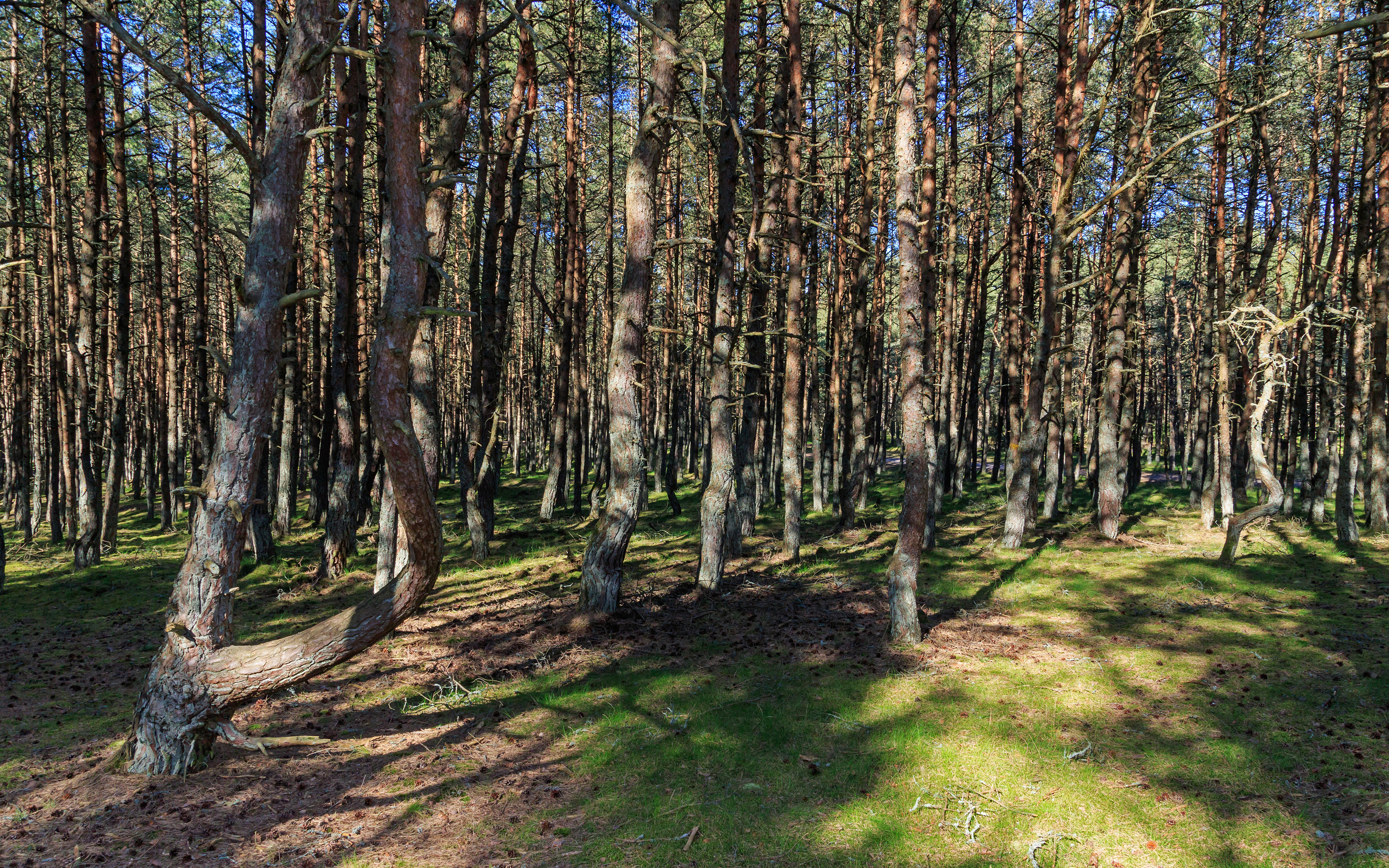
Forêt
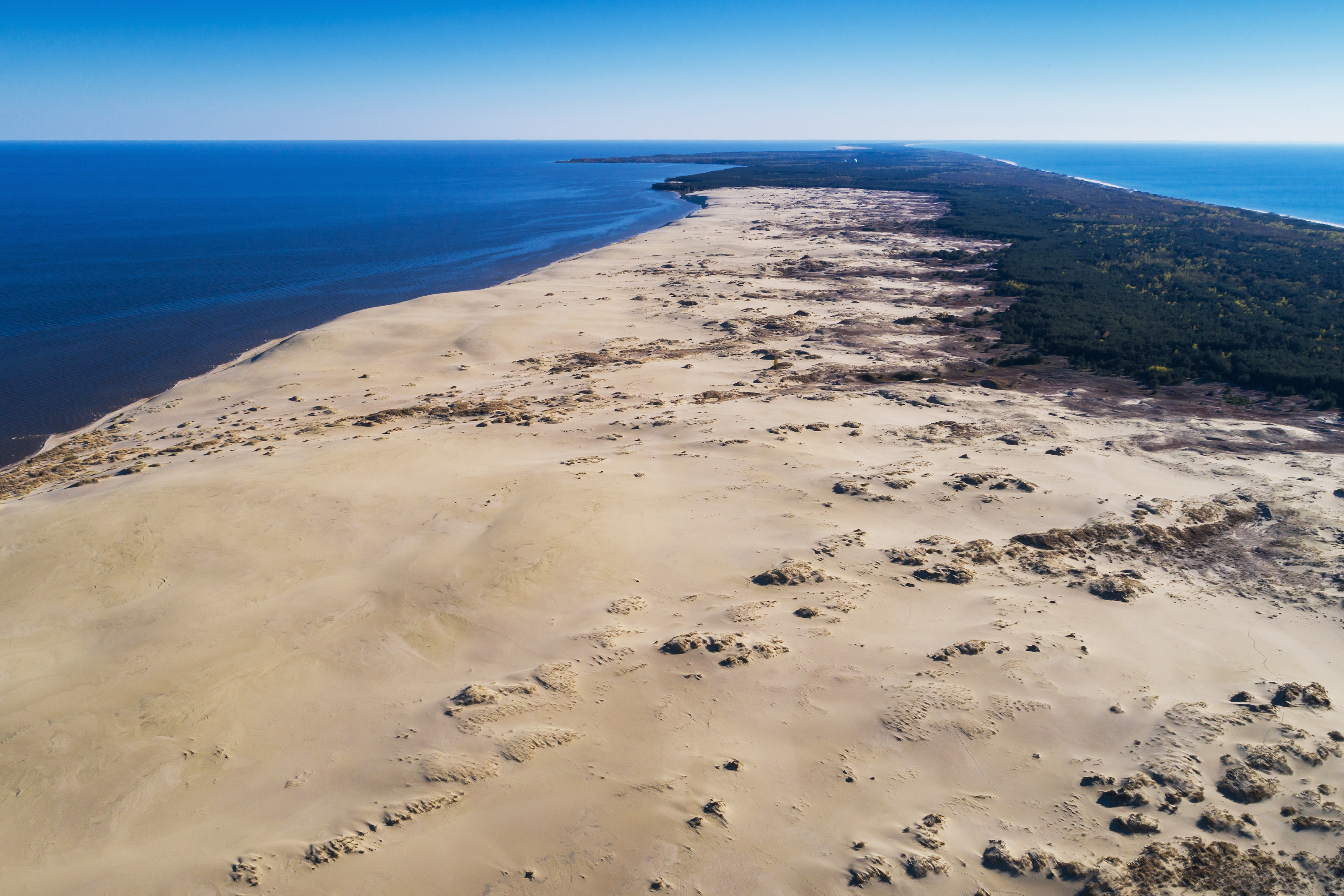
Dune Epha, vue aérienne

## Plantes et Animaux
Les oiseaux et les oiseaux d'eau sont abondants, car le parc possède de nombreuses zones humides et est situé sur les principales routes migratoires. 262 espèces d'oiseaux ont été recensées dans le parc, et 100 sont connues pour nicher et élever leurs petits sur le territoire. Le parc sert également de refuge à 46 espèces de mammifères, y compris le wapiti, le chevreuil, le sanglier, le renard, la martre, le chien viverrin, le blaireau, le lièvre, l'écureuil roux et le castor. Le parc a recensé plus de 290 espèces de vertébrés terrestres, représentant 80 % des espèces se trouvant dans la région de Kaliningrad. La flore est variée : 889 espèces au total de plantes vasculaires, divisées en 398 genres et 111 familles.

## Galerie

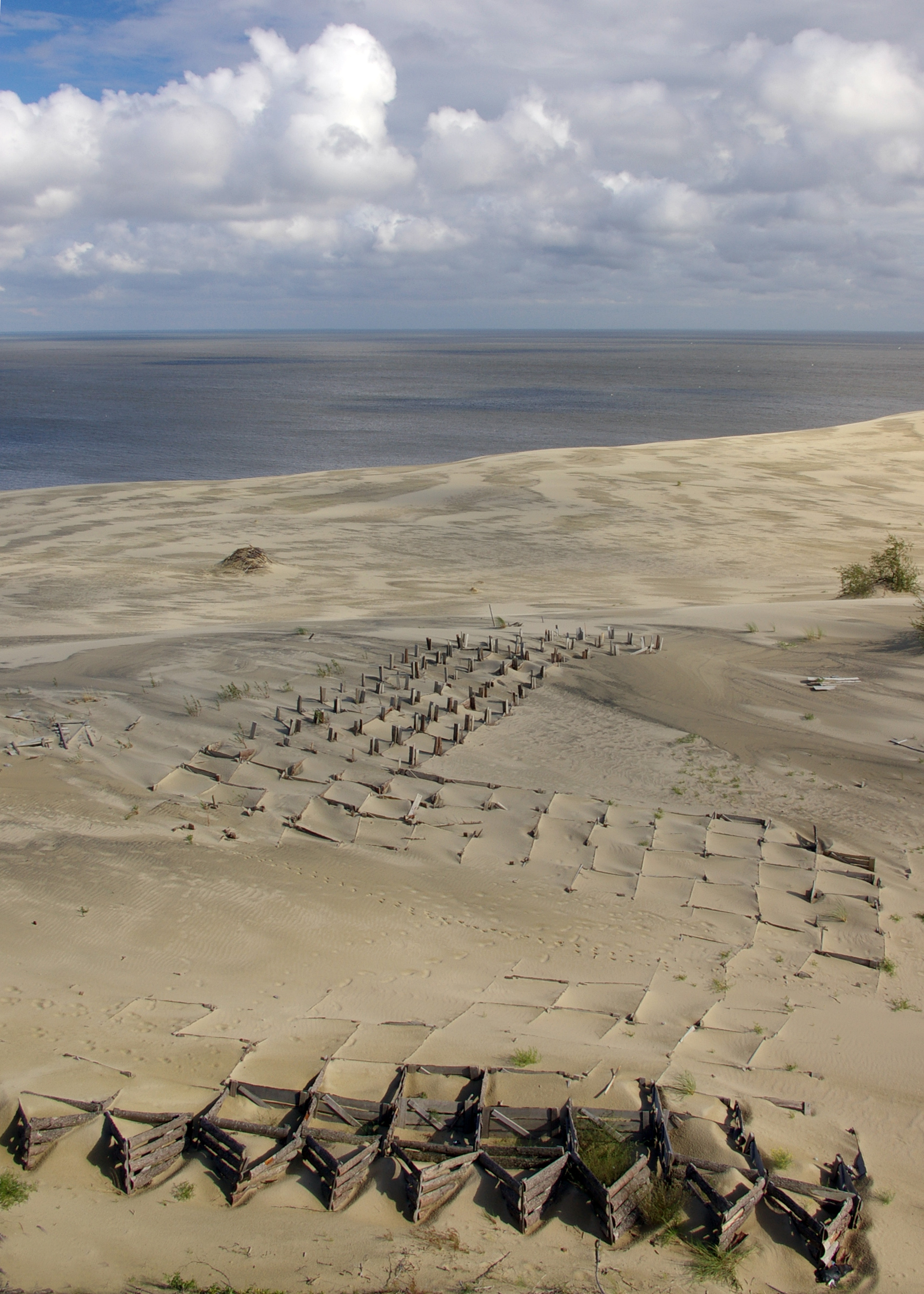
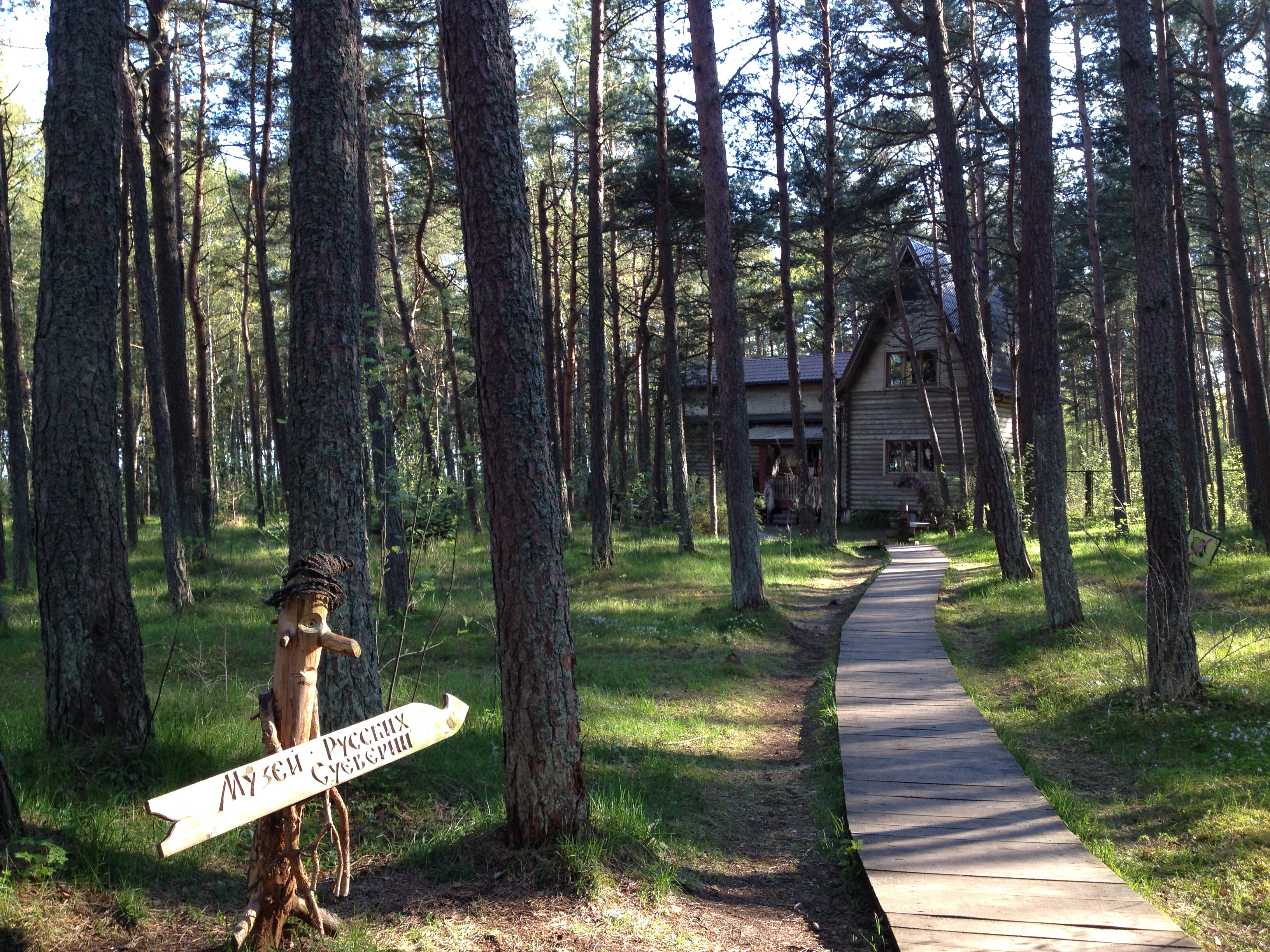
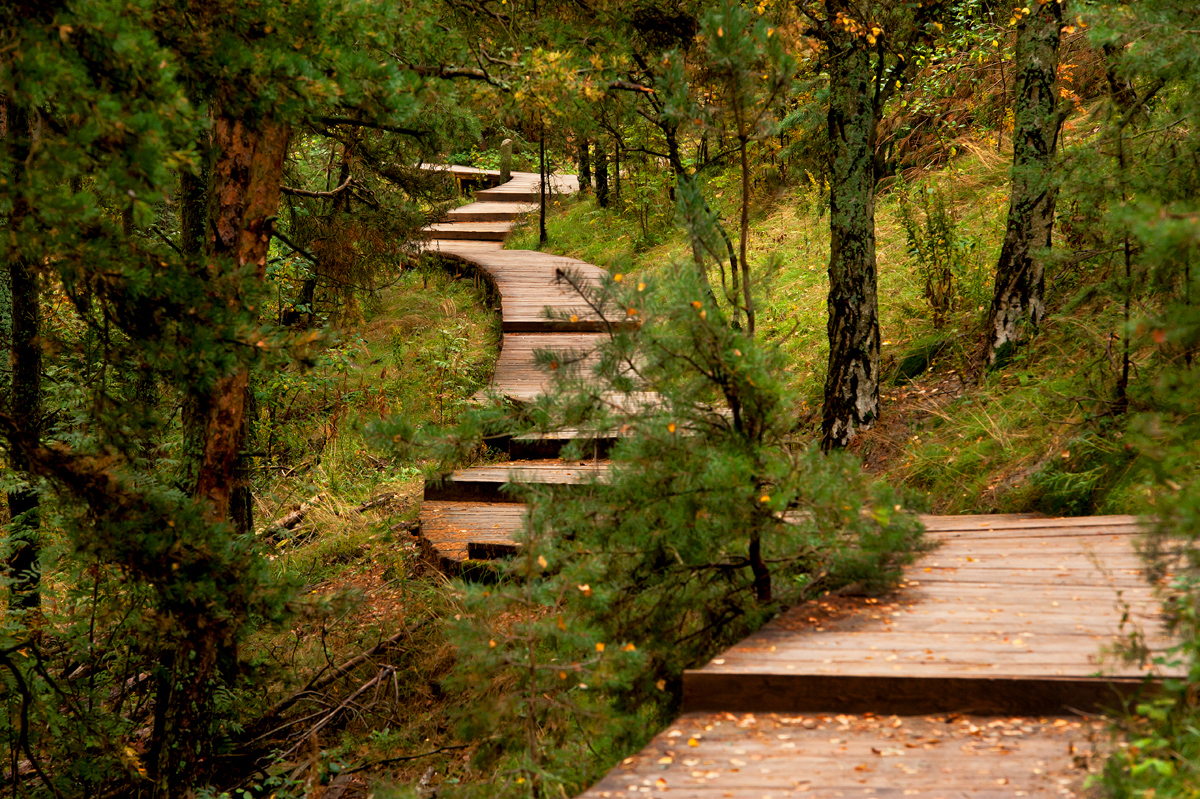
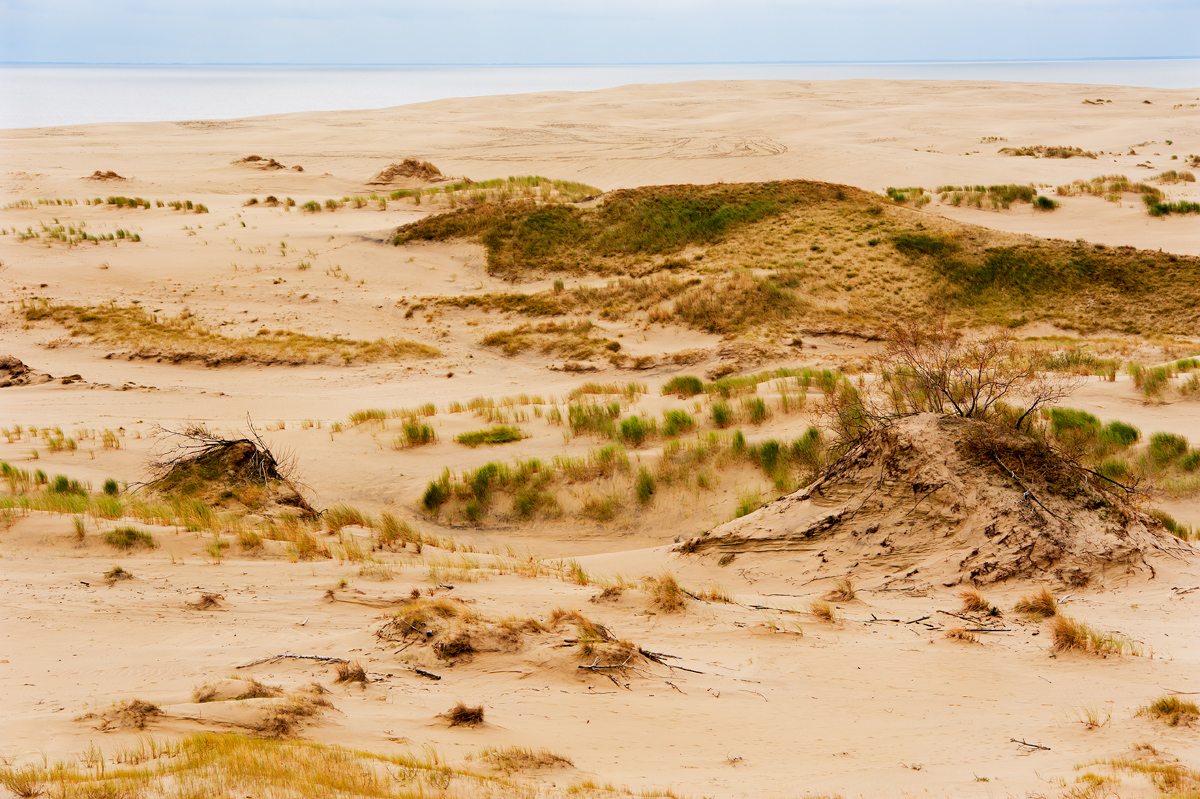
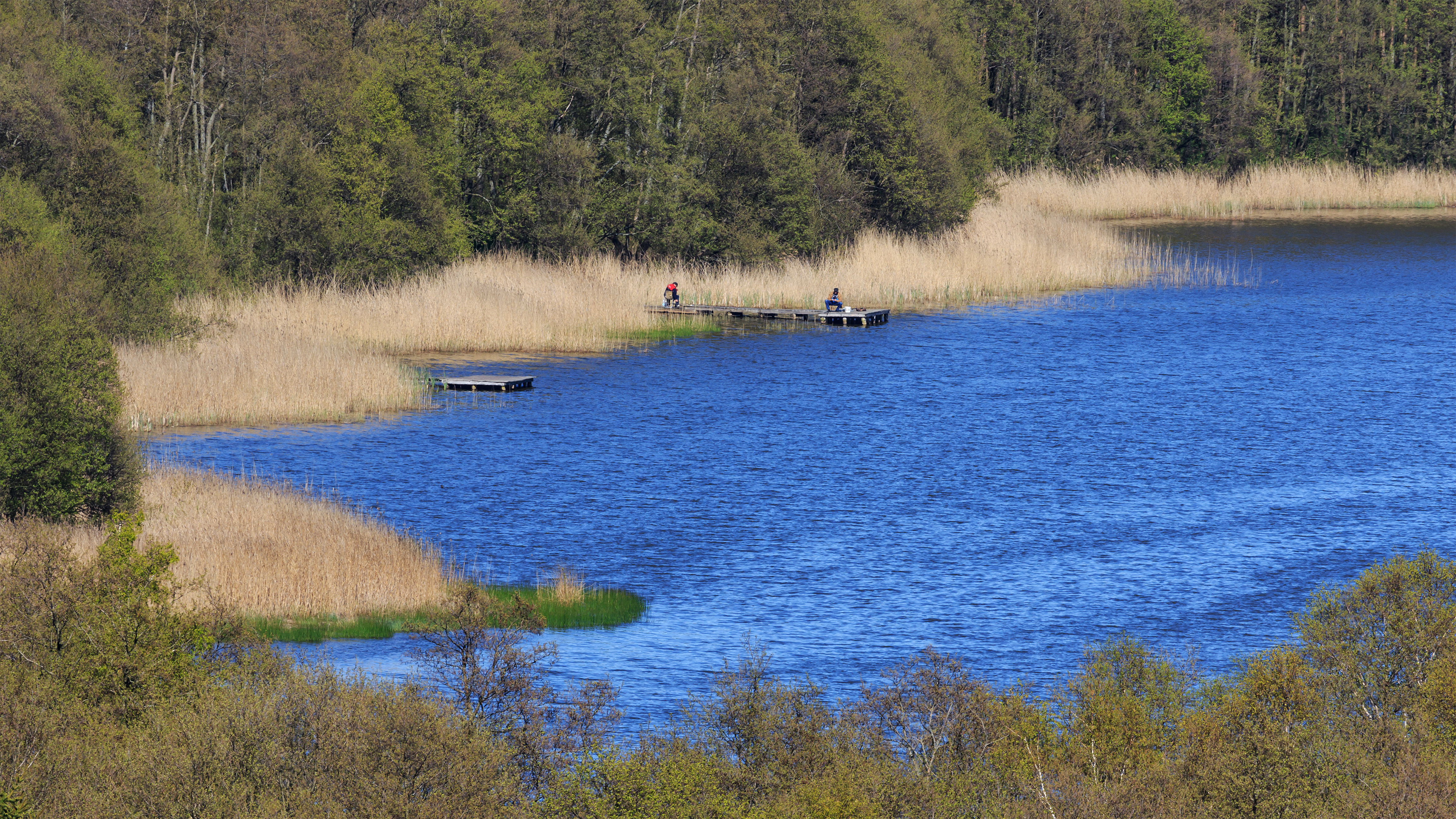
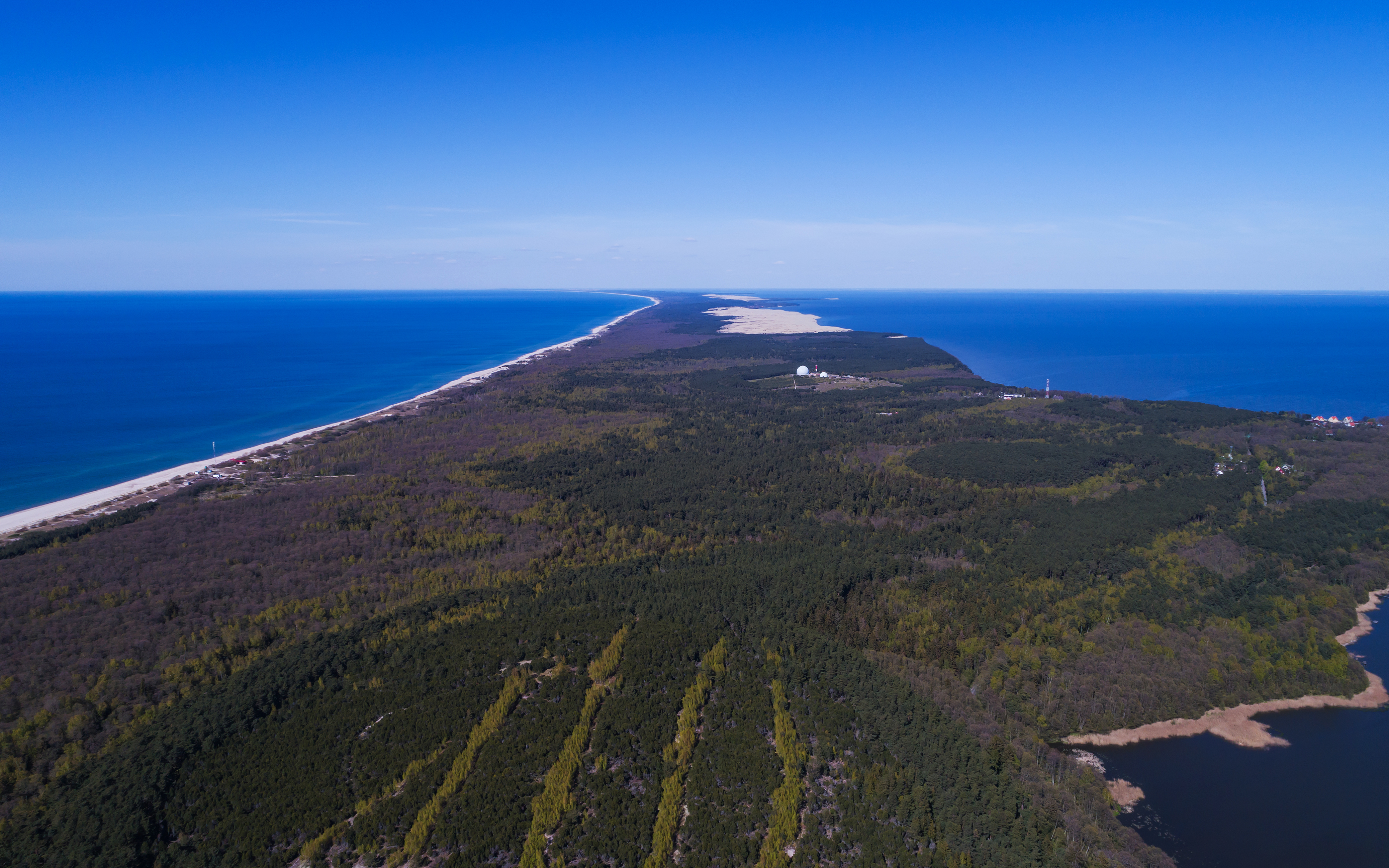
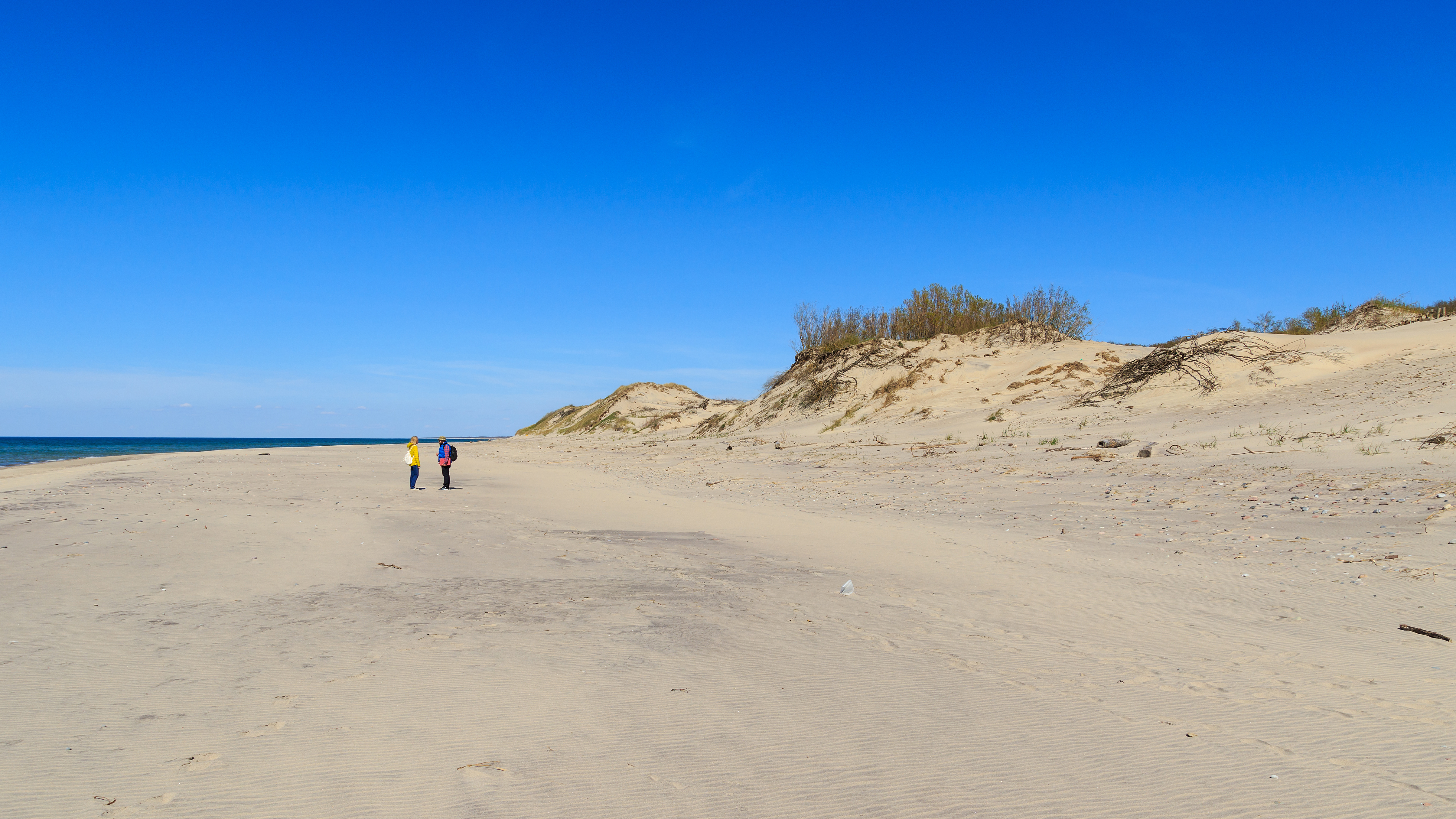